# 省督宫 (皮亚琴察)
省督宫（Palazzo della Prefettura）是意大利艾米利亚-罗马涅大区皮亚琴察市中心的一座巴洛克建筑，是皮亚琴察省省级行政机关的办公楼。

## 历史
该建筑由菲利波·斯科蒂侯爵建于1717年，完成于1727年。建筑师是Ignazio Cerri。它的外观有著名的巴洛克阳台，室内装饰有弗朗切斯科·纳塔利和巴托洛梅奥Rusca的洛可可壁画。1876年加埃塔诺·斯科蒂侯爵去世，该建筑以7万里拉的价格卖给省政府。该建筑在战争末期的1945年4月被洗劫和破坏，先是逃跑的法西斯，后来是游击队。